# Purpura (heraldyka)
Purpura – jedna z pięciu tynktur ciemnych.
|  |  |

Rzadko używana jako barwa na tarczy herbowej, głównie w herbach osób duchownych. Częsta jako barwa elementów zewnętrznych herbu, heraldycznych oznak godności, szczególnie w heraldyce kościelnej (oznaki godności prałatów i protonotariuszy papieskich) i brytyjskiej (korony parów), jako barwa płaszczy heraldycznych i trzymaczy. Znana jednak od średniowiecza – w 1245 r. herb hiszpańskiego Królestwa Leónu został opisany jako purpurowy lew na tle srebrnym. Purpura jest wymieniana jako tynktura w herbarzach francuskich i angielskich między XIII a XV wiekiem. W tym czasie zwykle ma ona barwę szaro-brązową. Heraldycy średniowieczni określają ją jako połączenie czterech pozostałych tynktur ciemnych w równych proporcjach. Możliwe, że wraz z rozprzestrzenieniem się kultury antycznej w okresie renesansu purpura heraldyczna zbliżyła się bardziej do czerwono-fioletowej barwy odpowiadającej bardziej ówczesnym wyobrażeniom o purpurze antycznej.
Purpura heraldyczna powinna być barwą ciemną, chociaż współcześnie rozpowszechniło się reprezentowanie jej przez jasną barwę różowo-fioletową, jak np. barwa lwa Leónu w herbie Hiszpanii lub w herbie Kastylii i Leonu.

## Przykłady w heraldyce polskiej

Herb Aleksandrowicz Małorosyjski
Herb Janina
Herb Aksak III
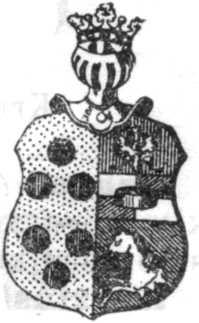
Herb Krybelli

## Inne przykłady

prowincja Kastylii i Leónu
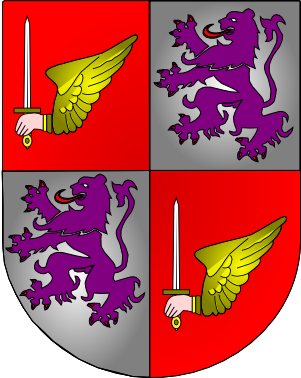
Marquês de Tancos
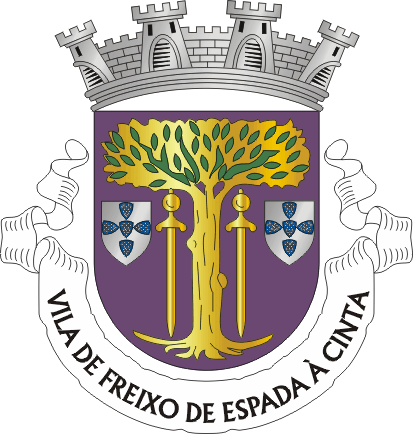
Freixo de Espada à Cinta
Oliveira do Bairro